# Steve Yzerman

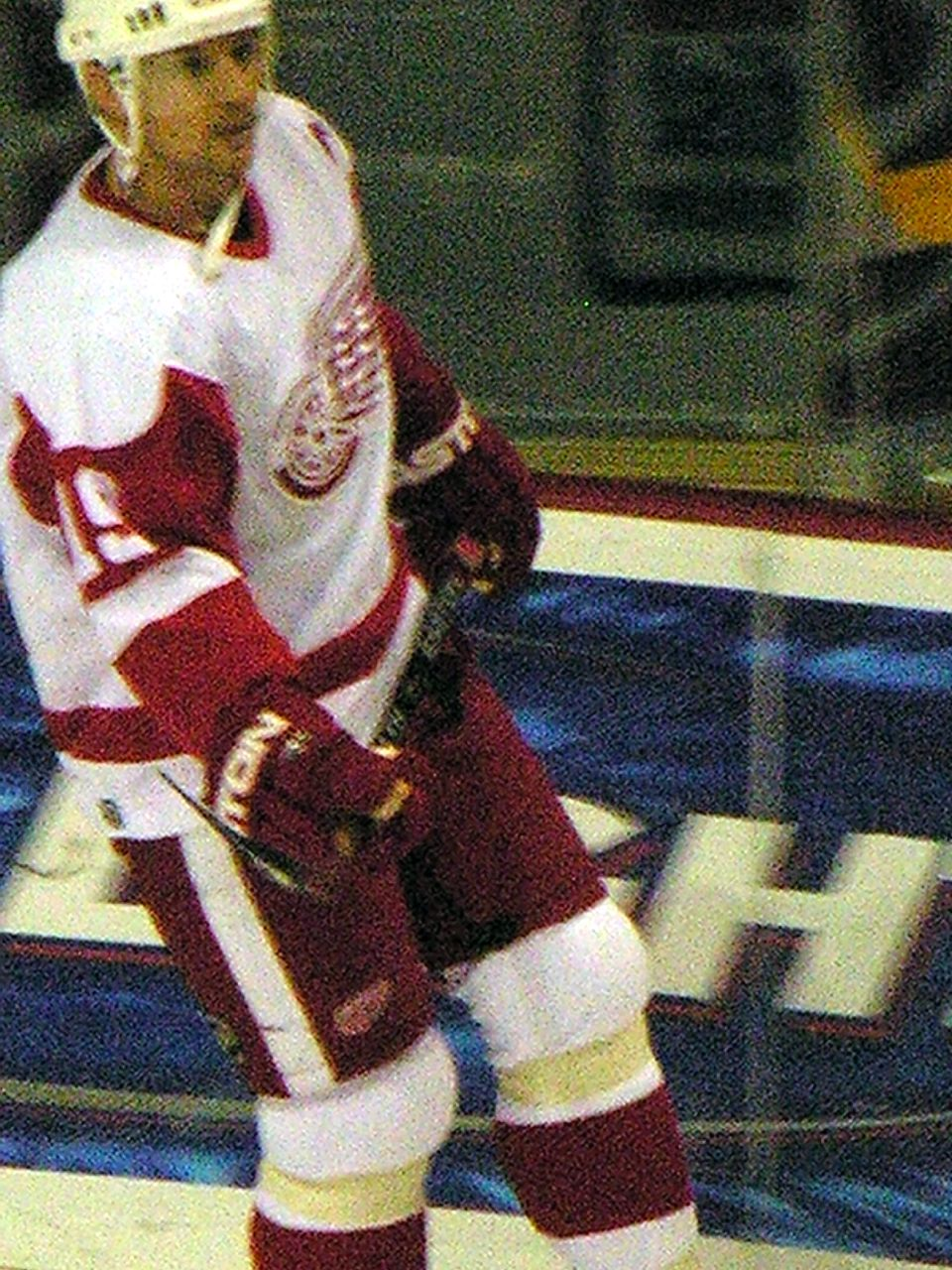
Steve Yzerman i Detroit Red Wings.

Stephen Gregory "Steve" Yzerman, född 9 maj 1965 i Cranbrook, British Columbia, är en kanadensisk före detta professionell ishockeyspelare.

## Karriär
Med laget Detroit Red Wings från USA i proffsligan NHL var Yzerman med och spelade då laget vann Stanley Cup 1996–97, 1997–98 och 2001–02. Säsongen 1986–87 valdes han som 21-åring till lagkapten i Detroit Red Wings. Under sina storhetsdagar på 1980- och 1990-talen var han en av ligans bästa spelare, men hamnade ständigt i skuggan av Wayne Gretzky och Mario Lemieux, vilket kan förklara att han aldrig belönades med Hart Trophy som ligans mest värdefulle spelare. Säsongen 1988–89 belönades han dock med Lester B. Pearson Award, priset som går till den spelare som spelarna själva röstar fram till ligans mest värdefulla. Inför säsongen 2006–07 valde Yzerman att lägga av med hockeyn.
Yzerman var under OS 2010 General manager för det kanadensiska ishockeylandslaget och är general manager för Tampa Bay Lightning.
1998 samlade tidningen The Hockey News en kommitté av 50 hockeyexperter bestående av före detta NHL-spelare, journalister, TV-bolag, tränare och styrelsemedlemmar för att göra en lista över de 100 bästa spelarna i NHL:s historia. Experterna röstade fram Steve Yzerman på 78:e plats.
Under en nästan två timmar lång ceremoni den 2 januari 2007 inför mötet med Anaheim Ducks hedrade Red Wings "The Captain" genom att officiellt pensionera hans tröjnummer 19 genom att hissa upp siffran i Joe Louis Arenas tak. Yzerman är den sjätte spelaren i Red Wings historia som fått sin tröja pensionerad. Sedan tidigare finns Gordie Howes #9, Terry Sawchuks #1, Ted Lindsays #7, Alex Delvecchios #10 och Sid Abels #12 upphissade i arenan.
Yzermans utmärkelser i NHL:
- 1988–89 Lester B. Pearson Award
- 1997–98 Conn Smythe Trophy
- 1999–00 Frank J. Selke Trophy
- 2002–03 Bill Masterton Memorial Trophy

## Statistik

### Klubbkarriär
| 1981–82    | Peterborough Petes | OHL        | 58   | 21  | 43   | 64   | 65  | 6   | 0  | 1   | 1   | 16 |
| 1982–83    | Peterborough Petes | OHL        | 56   | 42  | 49   | 91   | 65  | 4   | 1  | 4   | 5   | 0  |
| 1983–84    | Detroit Red Wings  | NHL        | 80   | 39  | 48   | 87   | 33  | 4   | 3  | 3   | 6   | 0  |
| 1984–85    | Detroit Red Wings  | NHL        | 80   | 30  | 59   | 89   | 58  | 3   | 2  | 1   | 3   | 2  |
| 1985–86    | Detroit Red Wings  | NHL        | 51   | 14  | 28   | 42   | 16  | –   | –  | –   | –   | –  |
| 1986–87    | Detroit Red Wings  | NHL        | 80   | 31  | 59   | 90   | 43  | 16  | 5  | 13  | 18  | 8  |
| 1987–88    | Detroit Red Wings  | NHL        | 64   | 50  | 52   | 102  | 44  | 3   | 1  | 3   | 4   | 6  |
| 1988–89    | Detroit Red Wings  | NHL        | 80   | 65  | 90   | 155  | 61  | 6   | 5  | 5   | 10  | 2  |
| 1989–90    | Detroit Red Wings  | NHL        | 79   | 62  | 65   | 127  | 79  | –   | –  | –   | –   | –  |
| 1990–91    | Detroit Red Wings  | NHL        | 80   | 51  | 57   | 108  | 34  | 7   | 3  | 3   | 6   | 4  |
| 1991–92    | Detroit Red Wings  | NHL        | 79   | 45  | 58   | 103  | 64  | 11  | 3  | 5   | 8   | 12 |
| 1992–93    | Detroit Red Wings  | NHL        | 84   | 58  | 79   | 137  | 44  | 7   | 4  | 3   | 7   | 4  |
| 1993–94    | Detroit Red Wings  | NHL        | 58   | 24  | 58   | 82   | 36  | 3   | 1  | 3   | 4   | 0  |
| 1994–95    | Detroit Red Wings  | NHL        | 47   | 12  | 26   | 38   | 40  | 15  | 4  | 8   | 12  | 0  |
| 1995–96    | Detroit Red Wings  | NHL        | 80   | 36  | 59   | 95   | 64  | 18  | 8  | 12  | 20  | 4  |
| 1996–97    | Detroit Red Wings  | NHL        | 81   | 22  | 63   | 85   | 78  | 20  | 7  | 6   | 13  | 4  |
| 1997–98    | Detroit Red Wings  | NHL        | 75   | 24  | 45   | 69   | 46  | 22  | 6  | 18  | 24  | 22 |
| 1998–99    | Detroit Red Wings  | NHL        | 80   | 29  | 45   | 74   | 42  | 10  | 9  | 4   | 13  | 0  |
| 1999–00    | Detroit Red Wings  | NHL        | 78   | 35  | 44   | 79   | 34  | 8   | 0  | 4   | 4   | 0  |
| 2000–01    | Detroit Red Wings  | NHL        | 54   | 18  | 34   | 52   | 18  | 1   | 0  | 0   | 0   | 0  |
| 2001–02    | Detroit Red Wings  | NHL        | 52   | 13  | 35   | 48   | 18  | 23  | 6  | 17  | 23  | 10 |
| 2002–03    | Detroit Red Wings  | NHL        | 16   | 2   | 6    | 8    | 8   | 4   | 0  | 1   | 1   | 2  |
| 2003–04    | Detroit Red Wings  | NHL        | 75   | 18  | 33   | 51   | 46  | 11  | 3  | 2   | 5   | 0  |
| 2005–06    | Detroit Red Wings  | NHL        | 61   | 14  | 20   | 34   | 18  | 4   | 0  | 4   | 4   | 4  |
| NHL Totalt | NHL Totalt         | NHL Totalt | 1514 | 692 | 1063 | 1755 | 924 | 196 | 70 | 115 | 185 | 84 |

### Internationellt
| År            | Lag           | Turnering     |    | Matcher | Mål | Assists | Poäng | Utv. |
| ------------- | ------------- | ------------- | -- | ------- | --- | ------- | ----- | ---- |
| 1983          | Kanada        | JVM           | 7  | 2       | 3   | 5       | 2     |      |
| 1984          | Kanada        | CC            | 4  | 0       | 0   | 0       | 0     |      |
| 1985          | Kanada        | VM            | 10 | 3       | 4   | 7       | 6     |      |
| 1989          | Kanada        | VM            | 8  | 5       | 7   | 12      | 2     |      |
| 1990          | Kanada        | VM            | 10 | 10      | 10  | 20      | 8     |      |
| 1996          | Kanada        | WC            | 6  | 2       | 1   | 3       | 0     |      |
| 1998          | Kanada        | OS            | 6  | 1       | 1   | 2       | 10    |      |
| 2002          | Kanada        | OS            | 6  | 2       | 4   | 6       | 2     |      |
| Junior totalt | Junior totalt | Junior totalt | 7  | 2       | 3   | 5       | 2     |      |
| Senior totalt | Senior totalt | Senior totalt | 50 | 23      | 27  | 50      | 28    |      |